# Anaís Álvarez
Anaís Alexandra Álvarez Portilla (Santiago, 4 de julio de 2007) es una futbolista chilena que juega como mediocampista en Colo-Colo y en la selección nacional femenina de Chile.

## Biografía
Nacida en Santiago, Álvarez fue parte de la cantera del equipo chileno Colo-Colo y ascendió al primer equipo para la temporada 2023. Marcó su primer gol profesional contra Cobresal en la primera jornada de la Primera División de Fútbol Femenino chileno de ese mismo año.  A nivel internacional, se convirtió en la jugadora más joven en debutar en la Copa Libertadores Femenina 2023 tras particioar en la victoria por 4-0 ante Club Sportivo Limpeño.
En 2022, representó a Chile en la categoría sub-17 tanto en el Campeonato Sudamericano como en el Mundial.   En este último, fue elegida como la mejor jugadora del primer partido contra Nueva Zelanda. 
Al año siguiente, debutó en la selección absoluta en la victoria por 3-0 contra Nueva Zelanda el 23 de septiembre en Santiago.  Asimismo, fue incluida en la convocatoria de Chile para el Torneo femenino de fútbol en los Juegos Panamericanos de 2023 tras la baja de su compañera Javiera Grez por lesión.  Álvarez jugó dos partidos, dando una asistencia en el partido contra Jamaica. En aquel torneo, Chile ganó la medalla de plata. 
En 2024, Álvarez fue convocada a la selección de Chile para el Campeonato Sudamericano Sub-17.  Al año siguiente, fue nuevamente convocada a la selección absoluta para jugar la Copa América Femenina 2025.

## Palmarés

### Títulos nacionales
| Título           | Club      | País  | Año  |
| ---------------- | --------- | ----- | ---- |
| Primera División | Colo-Colo | Chile | 2023 |

### Títulos internacionales
| Título               | Club              | Sede  | Año  |
| -------------------- | ----------------- | ----- | ---- |
| Juegos Panamericanos | Selección Chilena | Chile | 2023 |

### Distinciones individuales
| Distinción     | Categoría              | Año  |
| -------------- | ---------------------- | ---- |
| Premios FutFem | Mejor Jugadora Juvenil | 2022 |
| Premios FutFem | Jugadora Revelación    | 2023 |